# Xanthorhoe clandestina
Xanthorhoe clandestina är en fjärilsart som beskrevs av Alfred Philpott 1921. Xanthorhoe clandestina ingår i släktet Xanthorhoe och familjen mätare. Inga underarter finns listade i Catalogue of Life.